# Eteoklos (Sohn des Iphis)
Eteoklos (altgriechisch Ἐτέοκλος Etéoklos) war in der griechischen Mythologie der Sohn des Iphis. Er war der Sieger im Wettlauf bei den ersten Nemeischen Spielen zu Ehren des Königssohns Opheltes.
Nach einigen Quellen nahm er am Zug des Adrastos der Sieben gegen Theben teil und stand am Neitischen Tor Megareus gegenüber. Er wurde von Leades getötet. Pausanias berichtete, von einem argivischen Weihgeschenk in Delphi, das unter den sieben Feldherren Eteoklos darstellte.